# Raúl Olivares
Raúl Alejandro Olivares Gálvez (* 17. April 1988 in Santiago) ist ein chilenischer Fußballtorwart.

## Vereinskarriere
Raúl Olivares wurde im Alter von 17 Jahren in die Profimannschaft des CSD Colo-Colo geholt. Dort war er dritter Torwart hinter Claudio Bravo und Alex Varas. Bis 2014 stand Olivares bei Colo-Colo unter Vertrag und gewann mit den Albos vier Meistertitel, auch wenn er es nie zum Stammtorwart schaffte. Während dieser Zeit wurde der auch Araña genannte Torhüter mehrfach an andere chilenische Klubs verliehen. Bei seiner Leihe zu Unión Española gewann Olivares eine weitere Meisterschaft in der Transición 2013.
Im Januar 2015 unterschrieb Olivares einen Vertrag beim argentinischen Klub Club Atlético Estudiantes, blieb jedoch nur wenige Tage in Argentinien und wechselte nach Annullierung des Vertrages im Februar zum bolivianischen Klub Universitario de Sucre. Dank guter Leistungen insbesondere in der Copa Libertadores 2015, in der Sucre bis ins Achtelfinale kam, wurde der Club Jorge Wilstermann auf den Torwart aufmerksam und verpflichtete ihn nach Saisonende. Bei Jorge Wilstermann gewann Olivares die Meisterschaft der Clausura 2016 und spielte erneut in der Copa Libertadores.
Im Januar 2018 kehrte Olivares nach Chile zurück und schloss sich dem CD Cobreloa an. 2019 spielte er bei Club Always Ready und 2020 sowie 2021 für Deportes La Serena, für das er schon bei seiner Leihe 2012 gespielt hatte. Seit 2022 spielt Olivares wieder in Bolivien und läuft für den 2021 erstmals in die höchste Liga aufgestiegenen Verein FC Universitario de Vinto auf.

## Nationalmannschaft
Raúl Olivares nahm mit der U-21-Nationalmannschaft am Turnier von Toulon 2009 teil. Er spielte beim Sieg im Gruppenspiel gegen Gastgeber Frankreich. Chile gewann das Turnier.

## Erfolge
Colo-Colo
- Chilenischer Meister: 2006-A, 2006-C, 2008-C, 2009-C

Unión Española
- Chilenischer Meister: 2013-T
- Supercup-Sieger: 2013

Club Jorge Wilstermann
- Bolivianische Meister: 2016-C